# Волтер Сікерт
Волтер Річард Сікерт (31 травня 1860 — 22 січня 1942) — британський художник і гравер німецького походження, член художників-постімпресіоністів у Лондоні з групи Кемден Таун початку XX століття. Він мав важливий вплив на суто британські стилі авангардного мистецтва середини та кінця XX століття.
Сікерт був космополітом і ексцентриком та часто у своїх роботах віддавав перевагу темам звичайних людей та міських пейзажів. Його роботи включають портрети відомих особистостей і зображення, взяті з прес-фото. Його вважають видатною постаттю переходу від імпресіонізму до модернізму.
Десятиліття після його смерті кілька авторів і дослідників висунули гіпотезу, що Сікерт міг бути лондонським серійним вбивцею Джеком-Різником, але ця заява здебільшого вважається хибною.

## Навчання та початок кар'єри
Сікерт народився в Мюнхені, Королівство Баварія, 31 травня 1860 року в родині Освальда Сікерта, датського художника, та його дружини-англійки Елеонори Луїзи Генрі, яка була позашлюбною донькою астронома Річарда Шипшенкса. У 1868 році після німецької анексії землі Шлезвіг-Гольштейн, родина оселилася в Англії, де Освальд оселився, коли його роботу покомендувала фрайїн Ребекка фон Кройсер Ральфу Ніколсону Ворнуму, який на той час був хранителем Національної галереї. Зрештою родина оселилася в Лондоні та отримала британське підданство.
З 1870 по 1871 рік молодий художник перебував в приватній школі Юніверсіті Коледж в Лондоні, а потім перейшов в школу Королівського коледжу, де він навчався до 18 років. Хоча він був сином і онуком художників, спочатку він бажав кар'єри актора; він грав невеликі роляі в театрі разом з сером Генрі Ірвінгом перш ніж почати вивчати мистецтво в 1881 році. Після менш ніж року відвідування школи мистецтв Слейд Скул Сікерт залишив її, щоб стати учнем і асистентом з офорту Джеймса Вістлера. Найперші картини Сікерта були невеликими тональними етюдами, написаними алла прима з натури за прикладом Вістлера.

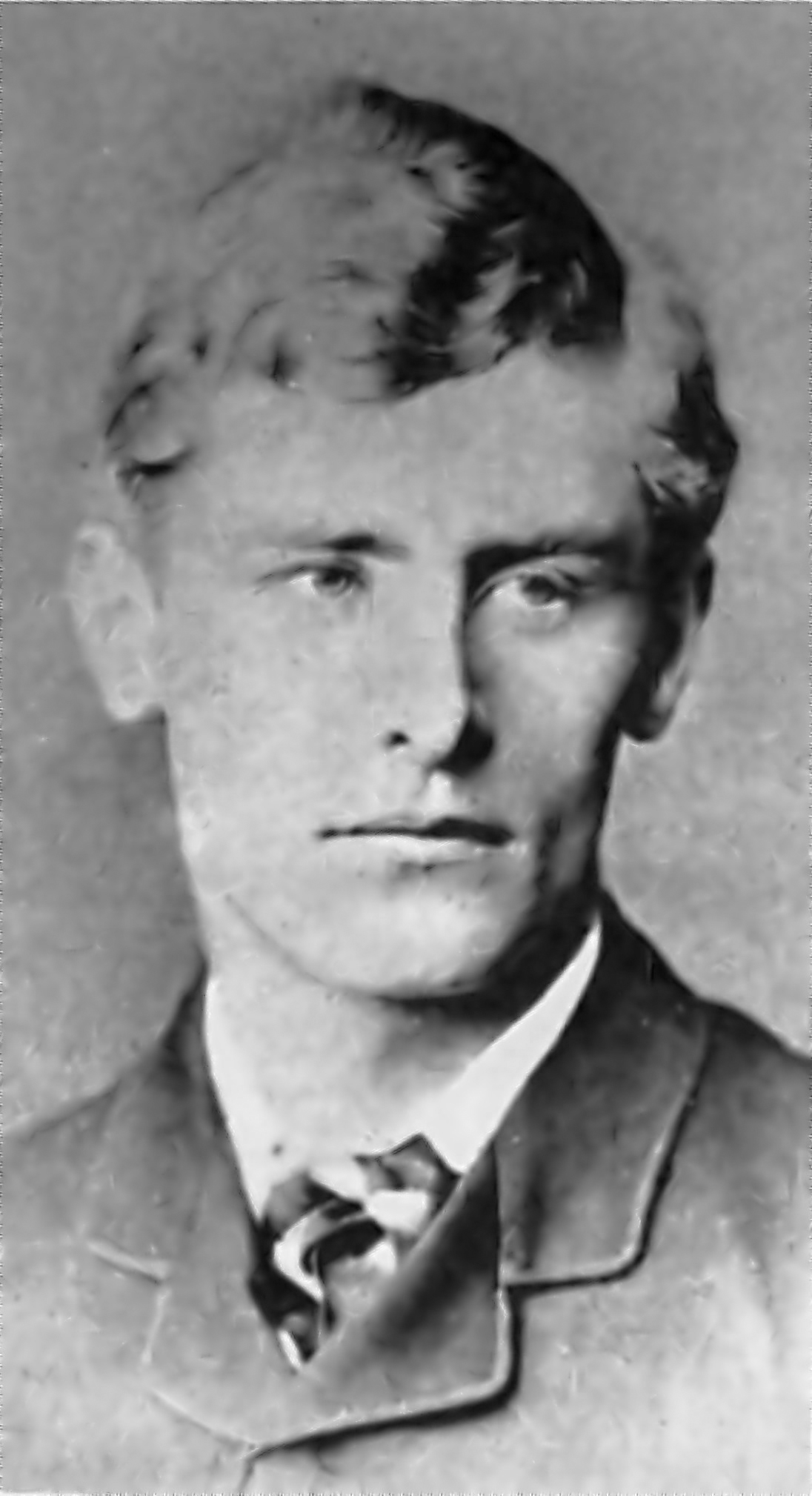
Портрет Сікерта 1884 року

У 1883 році Сікерт поїхав до Парижа і познайомився з Едґаром Деґа, чиє використання простору в картині та акцент на ескізах мали потужний вплив на творчість Сікерта. «Деґа став противагою Вістлеру, яка зрештою виявилася більш важливою для розвитку Сікерта». Він розробив особисту версію імпресіонізму, віддаючи перевагу похмурому колориту. Слідуючи пораді Деґа, Сікерт малював у майстерні, малюючи з ескізів та пам'яті, щоб уникнути «тиранії природи». У 1888 році Сікерт приєднався до Нового англійського мистецького клубу (англ. New English Art Club), групи художників-реалістів що зазнали впливу французького мистецтва. Перші великі роботи Сікерта, датовані кінцем 1880-х років, були зображеннями сцен у мюзик-холах Лондона. Одна з двох картин, які він виставив у Новому англійському мистецькому клубі у квітні 1888 року, «Кейті Лоуренс у Ґатті», на якій зображена відома співачка мюзик-холу тієї епохи, викликала суперечку «більш гарячу, ніж будь-яка інша навколо англійського живопису кінця XIX століття». Зображення Сікерта було засуджено як потворне та вульгарне, а його вибір предмету засудили як надто непристойний для мистецтва, оскільки виконавиці вважалися морально подібними до повій. На картині проявлявся інтерес Сікерта до сексуально провокаційних тем, які нерідко з'являтимуться у його творчості.
Наприкінці 1880-х років він провів більшу частину свого часу у Франції, особливо в місті Дьєпп, який він вперше відвідав у середині 1885 року, і де жила його коханка і, можливо, його позашлюбний син. У цей період Сікерт почав писати художню критику для різних видань, у тому числі для видання «Вихор» (англ. The Whirlwind) Герберта Вівіана та Руараїда Ерскіна. Між 1894 і 1904 роками Сікерт здійснив серію візитів до Венеції, спочатку зосереджувавшись на топографії міста. Під час його останньої подорожі з художньою метою в 1903-04 роках він був змушений залишитися в приміщенні через негоду, коли і розробив особливий підхід до багатофігурної картини, яку він продовжив досліджувати після повернення до Британії. Вважається, що моделями для багатьох венеціанських картин були повії, яких Сікерт міг знати, будучи клієнтом.

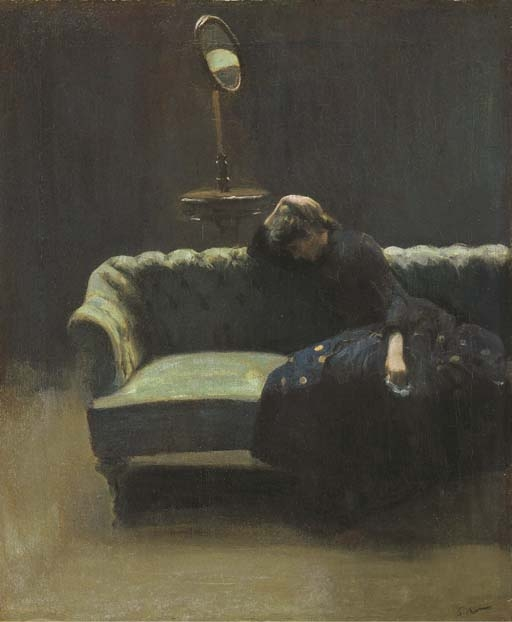
Актор-менеджер або Репетиція: кінець акту, (портрет Гелен Карт),

Захоплення Сікерта міською культурою стало для нього причиною купити декілька студій у робітничих районах Лондона, спочатку на ринку Камберленд у 1890-х роках, потім у Кемден-тауні в 1905 році. В останньому з цих районів відбулася подія, яка забезпечила Сікерту провідну роль у реалістичному русі Британії.
11 вересня 1907 року Емілі Діммок, повія, яка зраджувала своєму партнеру, була вбита у своєму будинку в Агар-Гроув (тоді Сент-Полс-роуд), Кемден. Після статевого акту чоловік перерізав їй горло, коли вона спала, а вранці пішов. Вбивство в Кемден-Тауні стало постійним джерелом химерних сенсацій у пресі. Протягом кількох років Сікерт уже малював похмурих оголених жінок на ліжку і продовжував це робити, свідомо кидаючи виклик традиційному підходу до малювання життя: «Сучасний потік репрезентацій порожніх образів, гідно названих „наготою“, представляє мистецьке та інтелектуальне банкрутство» — давши чотирьом зі своїх картин, серед яких є картина фігури чоловіка, назву «Вбивство в Кемден-тауні», чим спричинив контроверзу, яка притягнула увагу до його роботи. Однак на цих картинах зображено не насильство, а сумну задумливість, що пояснюється тим, що три з них спочатку публікувалися під абсолютно іншими назвами, зокрема, одна з яких була більш доречно названа «Чим ми будемо платити за оренду?» з серії «Літній день».

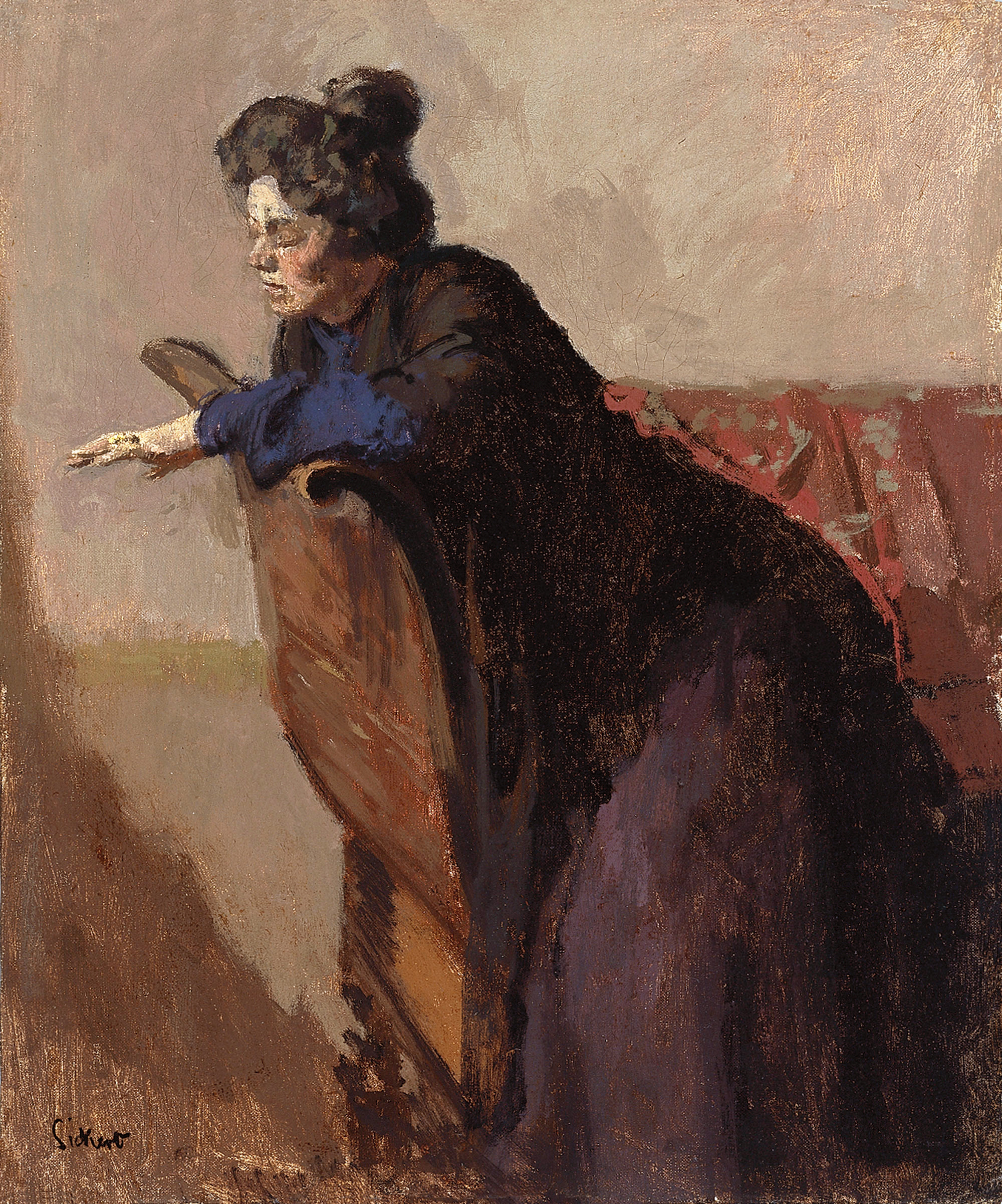
La Giuseppina, the Ring (1903—1905)

У той час як художня обробка його творів відповідала жанру імпресіонізму, а емоційний тон навіював розповідь, більш схожу на жанровий живопис, подібно до картини «Інтер'єр» Деґа, документальний реалізм картин з Кемден-тауна був безпрецедентним у британському мистецтві. Ці та інші роботи були написані густим імпасто у вузькому тональному діапазоні. Найвідоміший твір Сікерта "Еннуї " (прибл. 1914), виявляє його інтерес до вікторіанських оповідних жанрів. Композиція, яка існує принаймні в п'яти мальованих версіях, а також виконана в офорті, зображує пару в брудному інтер'єрі, яка абстрактно дивиться в порожній простір, «психологічно відчужена один від одного».

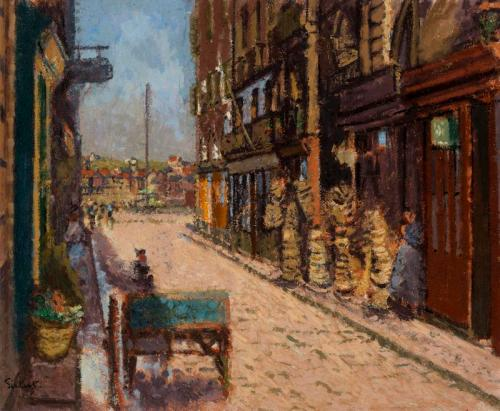
Магазин кошиків, вулиця Сен-Жан, Дьєп, Архів, галерея та музеї Абердіна

Незадовго до Першої світової війни він підтримував авангардистів Люсьєна Піссарро, Джейкоба Епстайна, Августа Джона та Віндема Льюїса . У той же час Сікерт разом з іншими художниками заснував групу Кемден Таун, що складалася з британських художників та була названа на честь району Лондона, в якому він жив. Ця група неофіційно збиралася з 1905 року, але офіційно була створена в 1911 році. На неї мали вплив постімпресіонізм та експресіонізм, але вона часто зосереджувалася на сценах сірого приміського життя; сам Сікерт казав, що надає перевагу кухні, ніж вітальні, як сцені для картин.
З 1908 по 1912 рік, а потім знову з 1915 по 1918 рік, він був впливовим викладачем у Вестмінстерській школі мистецтв, де серед його учнів були Девід Бомберг, Вендела Боріл, Мері Годвін і Джон Доман Тернер. У 1910 році він заснував приватну художню школу Ровландсон Гаус на Гемпстед-роуд. Вона існувала до 1914 року; протягом більшої частини цього періоду його співдиректором і головним фінансовим спонсором була художниця Сільвія Госсе, колишня учениця Сікерта. Він також ненадовго заснував школу мистецтв у Манчестері, де серед його студентів був Гаррі Рутерфорд.

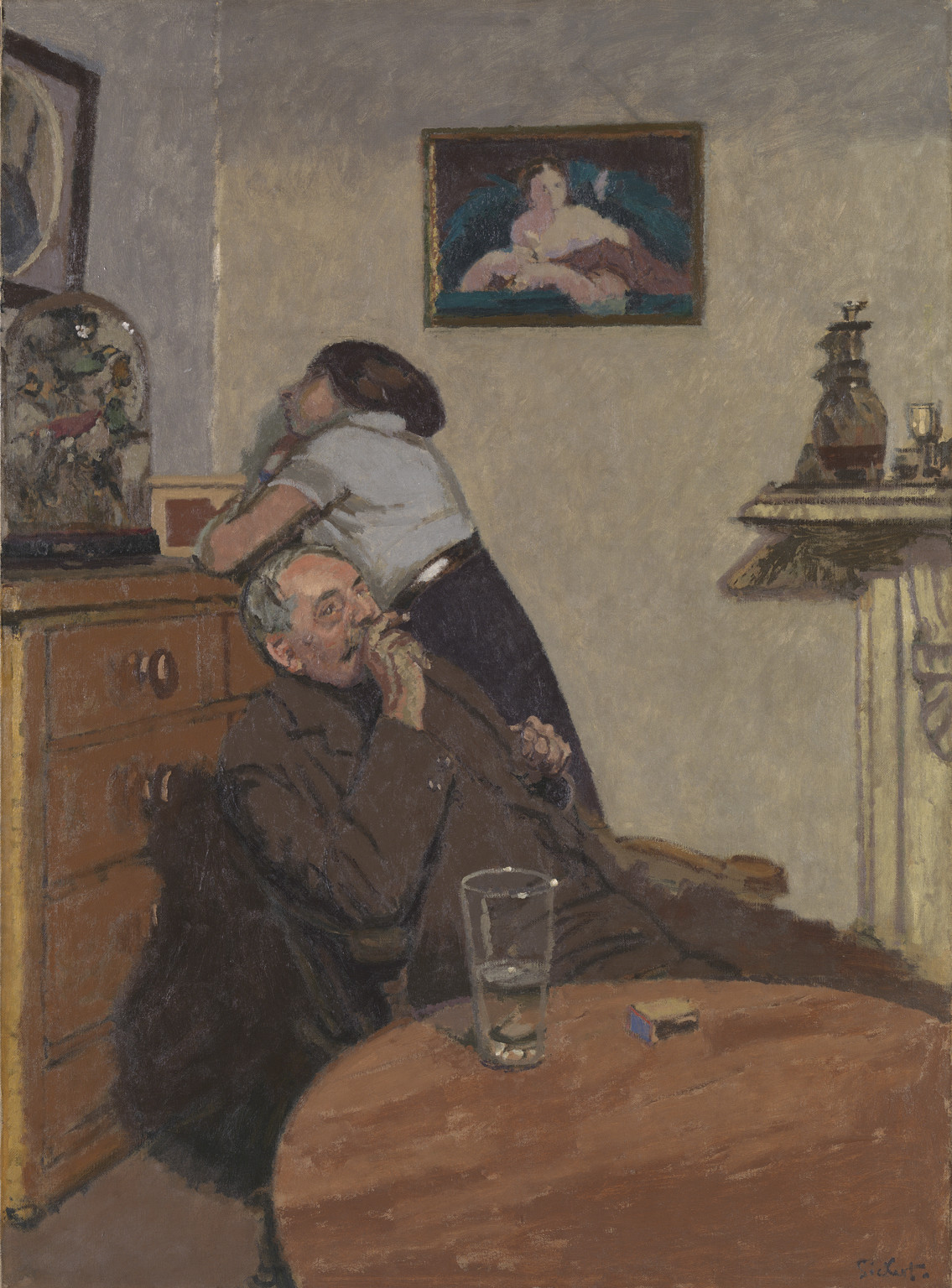
Ennui (1914), Tate Britain

## Пізній період
Після смерті своєї другої дружини в 1920 році Сікерт переїхав до Дьєппа, де малював сцени з казино та життя кафе до свого повернення до Лондона в 1922 році. У 1924 році він був обраний членом Королівської академії мистецтв.
У 1926 році він переніс хворобу, яка, вірогідно, була легким інсультом згідно з заключенням лікарів. У 1927 році він відмовився від свого першого імені Волтер на користь свого середнього ім'я, через що став відомим як Річард Сікерт. Його стиль і тематика також змінилися: Сікерт припинив малювати ескізи і натомість малював за знімками, які зазвичай робила його третя дружина, Тереза Лессор, або за фотографіями з новин. Фотографії розбивалися на квадрати для збільшення та переносилося на полотно, а сліди олівця у вигляді сітки було чітко видно на готових картинах.
Пізні роботи Сікерта, на думку багатьох його сучасників, є свідченням занепаду митця, а також є передумовою та прообразом практик Чака Клоуза та Герхарда Ріхтера. Інші картини пізнього періоду Сікерта були адаптовані з ілюстрацій вікторіанських художників, таких як Джорджі Бауерс і Джон Гілберт. Сікерт, відокремив ці ілюстрації від їхнього оригінального контексту та розфарбував їх у плакатні кольори, щоб оповідь і просторова зрозумілість частково розчинилися, назвавши отримані роботи «Англійськими відлуннями».
Сікерт написав неофіційний портрет Вінстона Черчилля приблизно в 1927 році. Дружина Черчилля Клементина познайомила його з Сікертом, який був другом її родини. Ці двоє чоловіків так добре ладнали, що Черчілль, чиїм хобі був малювання, написав своїй дружині, що «він дійсно дає мені нове життя як художник».
Сікерт навчав і наставляв студентів Східно-лондонської групи, а також виставляв свої роботи разом з ними в галереї Лефевр у листопаді 1929 року.
Сікерт виконав останній ескіз у 1929 рокці.

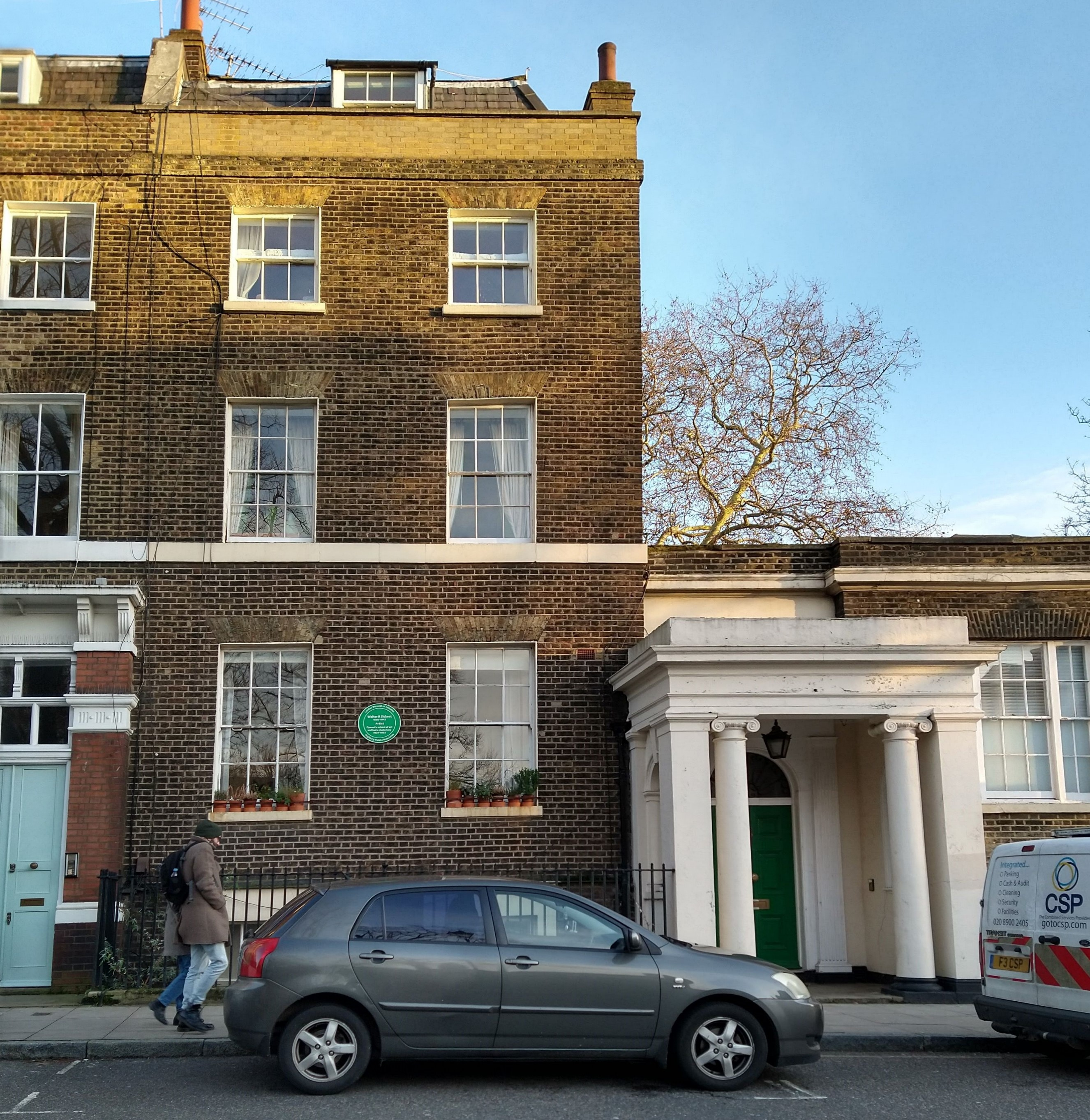
Колишня студія та школа Сікерта за адресою 1 Highbury Place, Islington, London

Сікерт був президентом Королівського товариства британських художників з 1928 по 1930 рік. Він став королівським академіком у березні 1934 року, але залишив Академію 9 травня 1935 року на знак протесту проти відмови президента підтримати збереження скульптурних рельєфів Джекоба Епстайна на будівлі Британської медичної асоціації на Стренді. В останнє десятиліття свого життя він все більше залежав від асистентів, особливо від дружини, для виконання своїх картин.
Одним із найближчих друзів і прихильників Сікерта був газетний барон лорд Бівербрук, який зібрав найбільшу колекцію картин Сікерта у світі. Ця колекція з приватним листуванням між Сікертом і Бівербуком знаходиться в художній галереї Бівербрук у Фредеріктоні, Нью-Брансвік, Канада. Окрім Бівербрука, Сікерт намалював портрети видатних осіб, у тому числі Гвен Ффрангкон-Девіс, Г’ю Уолпола, Валентина Брауна, 6-го графа Кенмара, а також неофіційні зображення Обрі Бердслі, короля Георга V та Пеггі Ашкрофт.

## Особисте життя
Сікерт був одружений тричі: з Еллен Мелісент Кобден, донькою Річарда Кобдена з 1885 року до їхнього розлучення в 1899 році; Крістін Ангус з 1911 року до її смерті в 1920 році; і художниці Терезі Лессор з 1926 року до його смерті.
Сестрою Сікерта була Гелена Свонвік, феміністка та пацифістка, активістка у русі за жіноче виборче право.

## Смерть
Сікерт помер у Баті, Сомерсет, у 1942 році у віці 81 року. У свої останні роки він провів багато часу в місті, і багато його картин зображують різноманітні вуличні сцени Бата. Він похований на цвинтарі церкви Святого Миколая, Батемптон .

## Стиль і тематика

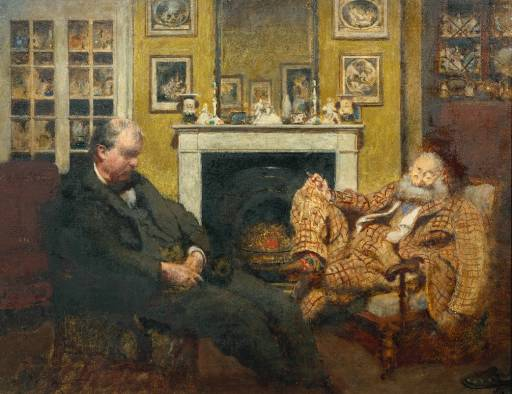
Генрі Тонкс. Содалес: містер Стер і містер Сікерт, 1930

У своїх ранніх картинах Сікерт дотримувався практики швидкого виконання «мокре по мокрому» з використанням дуже рідкої фарби подібно до стилю Вістлера. Згодом він прийняв більш продуману процедуру малювання картин у кілька етапів і «надавав великого значення тому, що він називав „кухнею“ в живописі». Він вважав за краще малювати не з натури, а з ескізів або, після середини 1920-х років, з фотографій чи популярних гравюр вікторіанських ілюстраторів. Після перенесення ескізу на полотно за допомогою сітки Сікерт зробив швидкий підмальовок двома кольорами, якому давали добре висохнути перед нанесенням остаточних кольорів. Він невтомно експериментував із деталями свого методу, завжди з метою, за словами його біографа Венді Барона, «швидко малювати, приблизно за два сеанси, з максимальною економією та мінімумом метушні».
Сікерт мав тенденцію малювати свої предмети серіями. Його ототожнюють, зокрема, зі сценами побутових інтер'єрів, сценами Венеції, мюзик-холі та театрів, а також портретами. Він малював дуже мало натюрмортів. Для своїх сюжетів у мюзик-холі Сікерт часто вибирав складні та неоднозначні точки зору, так що просторові відносини між аудиторією, виконавцем і оркестром стають заплутаними, оскільки фігури жестикулюють у просторі, а інші відображаються в дзеркалах. Ізольовані риторичні жести співаків і акторів, здається, не звертаються ні до кого конкретно, а глядачі зображені, потягуючись і вдивляючись, щоб побачити речі, які лежать за межами видимого простору. Ця тема заплутаного чи невдалого спілкування між людьми часто з'являється в його мистецтві. Підкреслюючи візерунки шпалер і архітектурних прикрас, Сікерт створював абстрактні декоративні арабески, сплощував тривимірний простір. Його картини мюзик-холу, як і картини Деґа танцюристів і артистів кафе-концертів, поєднують штучність самого мистецтва з умовностями театральної вистави та розмальованим фоном.

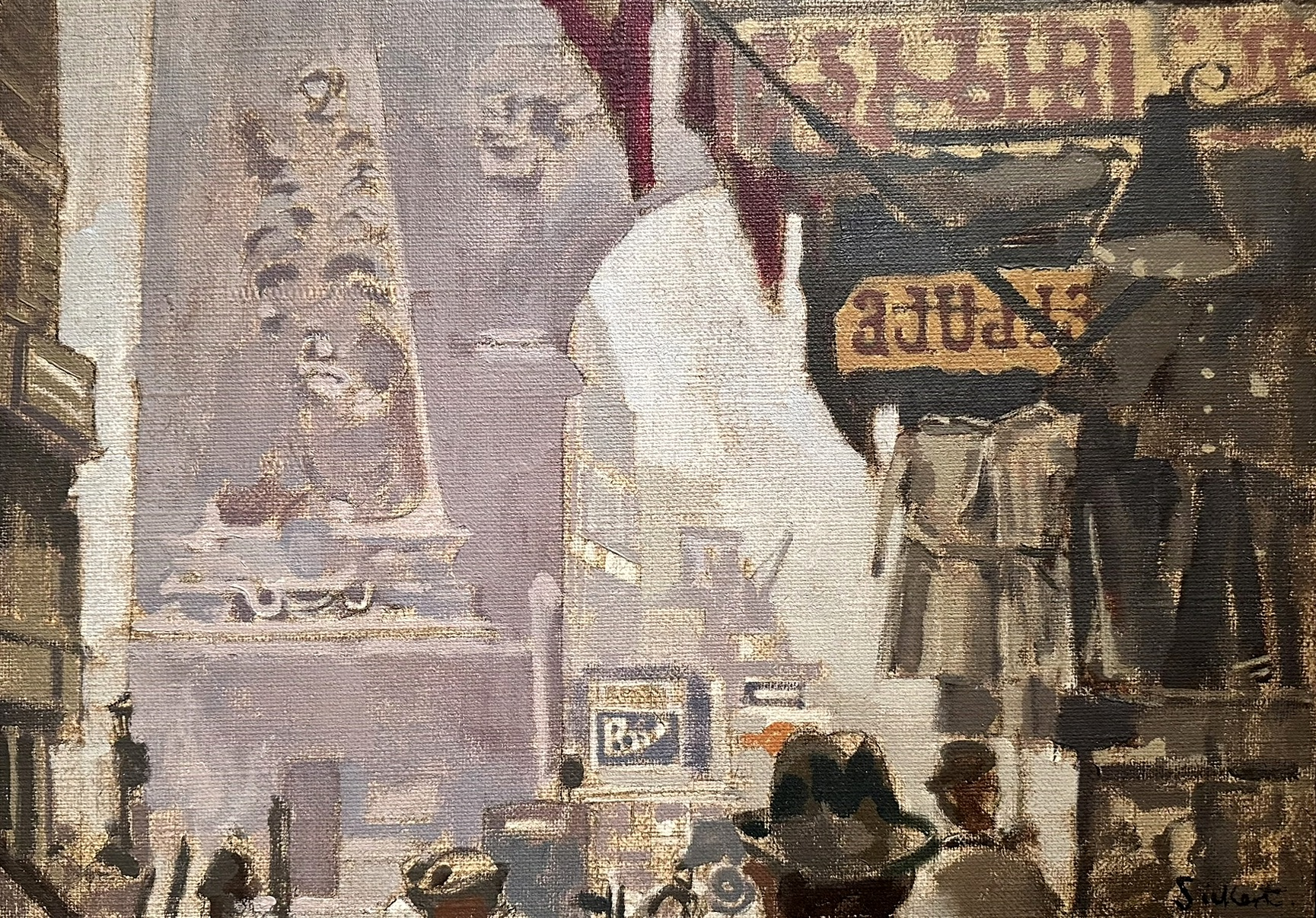
Людовіко Маньо (1930), Колекція Філіпса

Сікерт часто сповідував свою огиду до того, що він називав «звірячим» вигляд фарби з густою текстурою. У статті, яку він написав для журналу Фортнайтлі Рев'ю у 1911 році, він описав свою реакцію на картини Ван Гога: «Я проклинаю його ставлення до інструменту, який я люблю, ці смужки металевої фарби, які вловлюють світло, як багато фарбованих соломинок… я не можу не серкготіти зубами». У відповідь на роботу Альфреда Вольмарка він заявив, що «густа масляна фарба є найбільш недекоративною речовиною у світі».
Незважаючи на це, картини Сікерта із серії вбивств у Камден-тауні прибл. 1906–1909 були намальовані важким імпасто і вузьким тональним діапазоном, як і численні інші картини з повними оголеними фігурами в період перед Першою світовою війною, в яких тілесність фігур пов'язана з товщиною фарби — прийом, який пізніше був адаптований Люсьєном Фрейдом . Вплив цих картин на наступні покоління британських художників був помітним у роботах Фрейда, Девіда Бомберга, Френсіса Бекона, Френка Ауербаха, Говарда Годжкіна та Леона Коссоффа.
У 1910-х і 1920-х роках темні, похмурі тони його ранніх картин поступово стали яскравішими, і Сікерт зіставив несподівані тони з новою сміливістю в таких роботах, як «Брайтон П'єро» (1915) і «Портрет Віктора Лекура» (1921–24). Його кілька автопортретів зазвичай мали елемент рольової гри, що відповідає його ранній кар'єрі актора: Лазар розговляється (прибл. 1927) і Домашній хуліган (прибл. 1935–38) є прикладами. Пізні роботи Сікерта демонструють його тяжіння до тонко натерту шарами фарби, яку Гелен Лессор описує як «холодний колір, що швидко наноситься на теплий підмальовок (або навпаки) на грубому полотні та в обмеженому діапазоні, дозволяючи підшарку» посміхатися з-під низу".
Сікерт наполягав на важливості теми в мистецтві, кажучи, що «всі великі креслярі розповідають історію», але ставився до своїх предметів відсторонено. Макс Козлофф писав: «Здається, як не говорити зайвого стало справою надзвичайно кропіткої турботи для Сікерта», про що свідчить досліджена відсутність обробки його картин і «неврастенічна тверезість» кольору. За словами художника Франка Ауербаха, «відстороненість Сікерта ставала все більш очевидною в його розкутих діях. Він показав, що часто покладається на знімки та фотографії для преси, він копіював, використовував і переймав роботи інших мертвих та живих художників і також широко використовував послуги своїх асистентів, які відігравали велику й зростаючу протягом його життя роль у створенні його роботи».

## Зв'язок з Джеком Різником

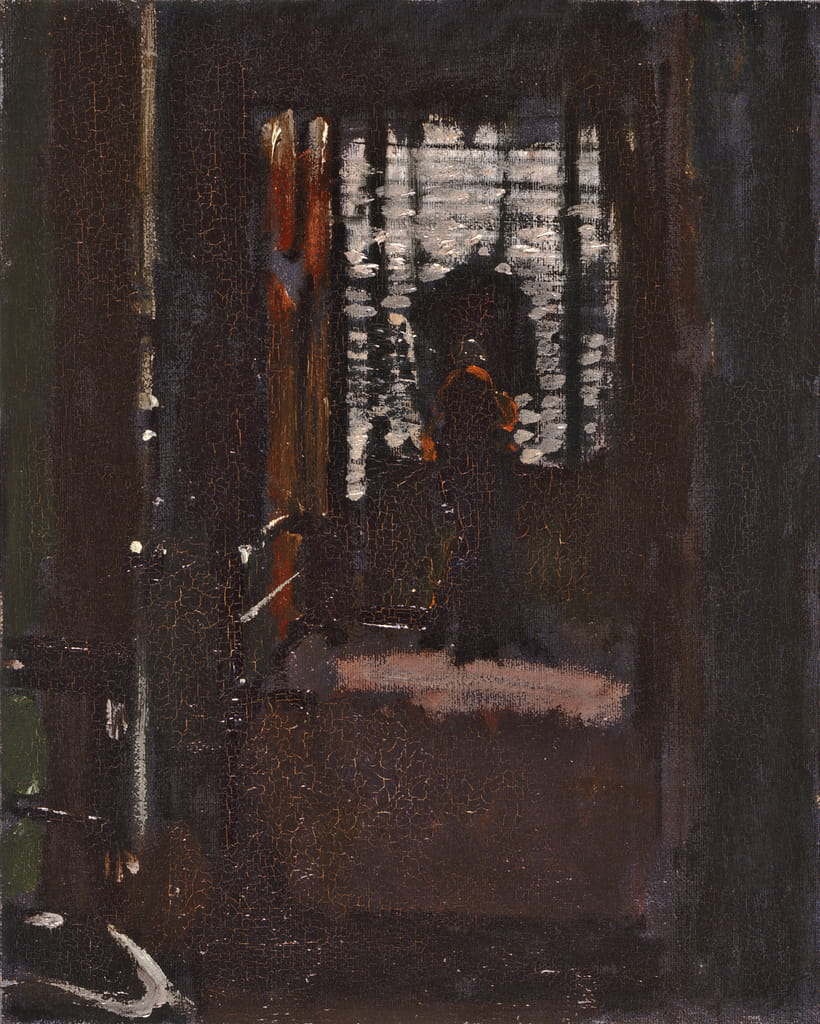
Спальня Джека-Різника,

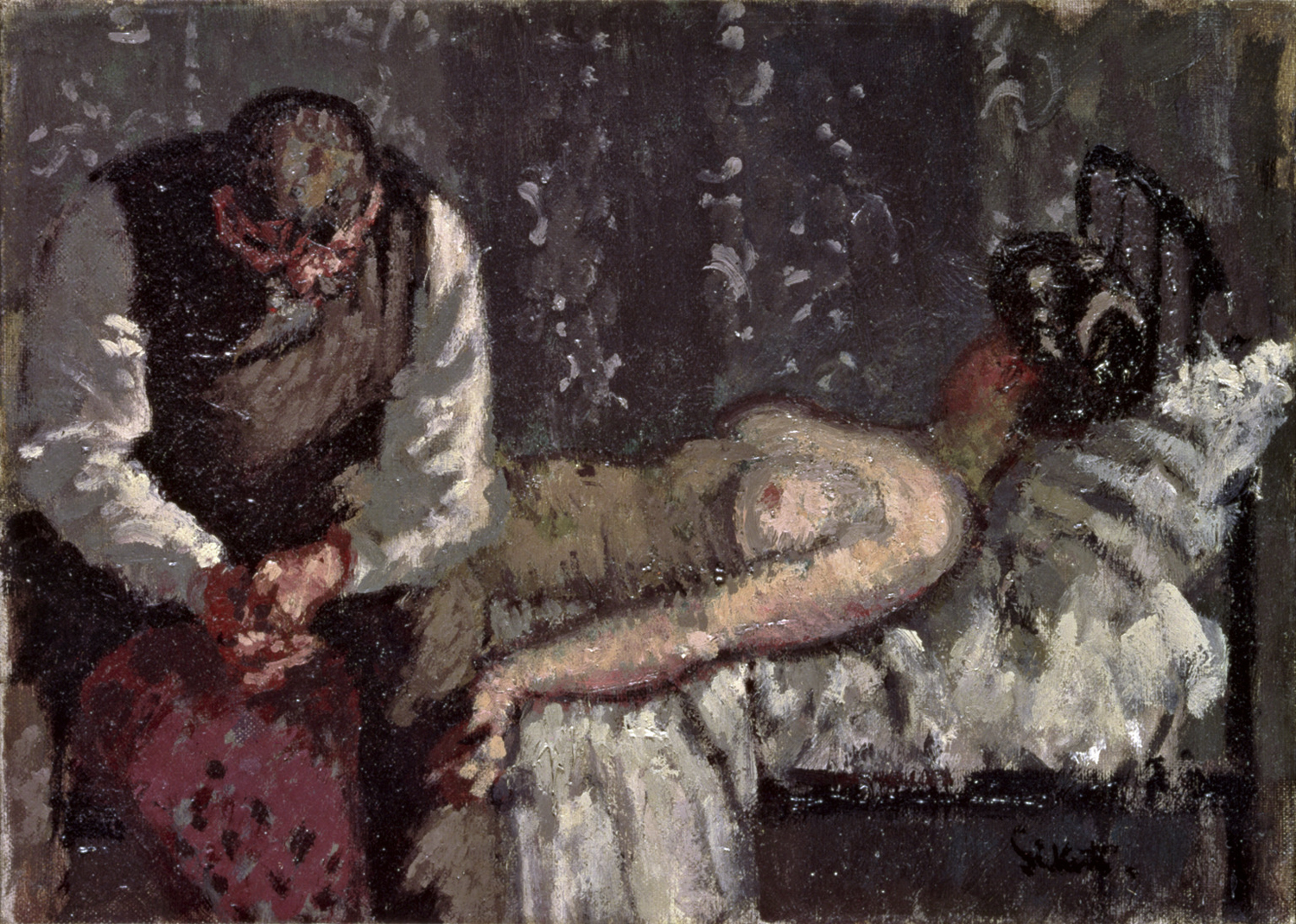
Волтер Сікерт, Вбивство в Камдентауні, оригінальна назва « Чим ми будемо платити за оренду?», альтернативно, Що нам робити, щоб заплатити орендну плату, 1908 р.

Сікерт дуже зацікавився злочинами Джека Різника і вважав, що жив у кімнаті, яку використовував сумнозвісний серійний вбивця. Про це йому розповіла його домовласниця, яка підозрювала попереднього мешканця, який зупинявся там у 1881 році. Сікерт написав картину, що зображувала кімнату, в 1905—1907 роках і назвав її «Спальня Джека-Різника» (Манчестерська художня галерея). На ньому зображена темна, меланхолійна кімната, де більшість деталей затемнені. Це свідчить про його хворобливий інтерес до теми.
Хоча понад 80 років не було жодної згадки про те, що Сікерт був підозрюваним у злочинах Різника, у 1970-х роках автори почали досліджувати ідею, що Сікерт був Джеком Різником або його спільником. Пізніше у 2002-му році Патрісія Корнвелл публікує книгу «Портрет вбивці: Джек-Різник — справа закрита» присвячену свої теорії про те, що Волтер Сікерт є Джеком-Різником. У 2001 році Корнвелл розкритикували за те, що вона нібито знищила одну з картин Сікерта в пошуках особистості Різника.
Більшість тих, хто вивчає цю справу, не вважають Сікерта серйозним підозрюваним, і вагомі докази показують, що він провів більшу частину 1888 року за межами Великобританії і перебував у Франції під час більшості вбивств Різника.

## Особисті документи
Особисті документи Волтера Сікерта зберігаються в Іслінгтонському краєзнавчому центрі. Додаткові документи зберігаються в кількох інших архівах, зокрема в архіві галереї Тейт. Художня галерея Волкера зберігає найбільшу колекцію його малюнків, загалом 348.

## Ретроспективи
У 2021—2022 роках на ретроспективній виставці «Сікерт: Життя в мистецтві» в галереї мистецтв Волкера, Ліверпуль, було представлено близько 100 картин і 200 ескізів Сікерта, що було визнано найбільшою ретроспективою творчості художника, яка проходила у Великій Британії протягом більше 30 років. Мистецтвознавець Джонатан Джонс зазначив: «Цей незрозумілий чоловік, який народився в Мюнхені в 1860 році, дитиною емігрував до Британії і став одним із наших найвидатніших і найдивніших художників, постає в цьому чудовому шоу навіть дивнішим, ніж я думав. У цьому тривожному способі бачення полягає його сучасність».
З 28 квітня по 18 вересня 2022 року музей Тейт Британія провів в художній групі галерей Тейт першу велику ретроспективу Сікерта за понад 60 років, на якій було представлено понад 150 його робіт із понад 70 державних і приватних колекцій. Це була наймасштабніша ретроспектива за майже 30 років. Виставку було організовано у співпраці з Малим палацом, Париж, де вона буде показана з кінця 2022 до 2023 року. Джонатан Джонс зауважив: «Ця пекельно блискуча виставка перенесе вас у місце за межами простої моральної чи політичної правди. Ким би не був Сікерт, він був єдиним британським художником свого часу, який може бути таким же могутнім, як Мунк, Ван Гог чи Отто Дікс».

## Галерея
|                           |
| Готель Рояль, Дьєпп, 1889 |

|                                                                 |
| Мюзик-хол, або Права сторона заднього дзеркала зліва, 1888-1889 |

|                        |
| Міланський собор, 1895 |

|                          |
| Автопортрет, ескіз, 1897 |

|                          |
| Базиліка св. Марка, 1901 |

|                                                                  |
| Кемден-таунське вбивство або Літній день, перша серія, 1908-1909 |

|                                |
| Кемден-таунське вбивство, 1909 |

|                                                      |
| Чим ми будемо платити за оренду? ескіз крейдою, 1909 |

|                     |
| Кейті Ґліддон, 1912 |

|                           |
| Еннуї, друга версія, 1914 |

|             |
| Шопен, 1914 |

|                     |
| Брайтон П'єро, 1915 |